# Список высших учебных заведений Амурской области
В список высших учебных заведений Амурской области включены образовательные учреждения высшего и высшего профессионального образования, находящиеся на территории Амурской области и участвовавшие в мониторинге Министерства образования и науки Российской Федерации 2015 года. Этим критериям в Амурской области соответствуют 5 вузов и 1 филиал.
Филиалы вузов, головные организации которых находятся в иных субъектах федерации, сгруппированы в отдельном списке. Порядок следования элементов списка — алфавитный.

## Список высших образовательных учреждений
| Название                                                  | Категория       | Год основания | Месторасположение | Число студентов |
| --------------------------------------------------------- | --------------- | ------------- | ----------------- | --------------- |
| Амурский государственный университет                      | государственный | 1975          | Благовещенск      | 6109            |
| Амурская государственная медицинская академия             | государственный | 1952          | Благовещенск      | 1708            |
| Благовещенский государственный педагогический университет | государственный | 1930          | Благовещенск      | 3670            |
| Дальневосточный государственный аграрный университет      | государственный | 1949          | Благовещенск      | 7040            |
| Дальневосточное высшее общевойсковое командное училище    | государственный | 1940          | Благовещенск      |                 |

## Список филиалов высших образовательных учреждений
| Название | Категория       | Год основания | Месторасположение | Месторасположение головной организации | Число студентов |  |
| --- | --------------- | ------------- | ----------------- | -------------------------------------- | --------------- |  |
| Амурский институт железнодорожного транспорта (филиал Дальневосточного государственного университета путей сообщения) | государственный | 1961          | Свободный         | Хабаровск                              | 462             |  |